# Darma
Darma (nep. दार्मा) – gaun wikas samiti w zachodniej części Nepalu w strefie Karnali w dystrykcie Humla. Według nepalskiego spisu powszechnego z 2011 roku liczył on 386 gospodarstw domowych i 2116 mieszkańców (1033 kobiety i 1083 mężczyzn).